# Politikåret 1984

## Händelser

### Januari
- 1 januari - Storbritanniens protektorat över Brunei upphör.[1]
- 9 januari - Jordaniens parlament samlas för första gången sedan Sexdagarskriget 1967.[1]
- 10 januari
  - USA och Vatikanstaten upptar diplomatiska förbindelser. William A. Wilson blir amerikansk ambassadör.[1]
  - I den svenska budgetpropositionen framgår att Sverige har ett budgetunderskott på drygt 80 000 miljoner kronor.[1]
- 11 januari - Centralamerikakommissionen överlämnar sin rapport till USA:s president Ronald Reagan, i vilken USA skall betala ett bidrag på åtta miljarder amerikanska dollar till de centralamerikanska staterna under fem års tid.[1]
- 12 januari
  - USA och Kina enas i Washington, D.C. om industriellt och teknologiskt samarbete.[1]
  - Fremstegspartiets ledare Mogens Glistrup i Danmark rymmer från fängelset med förevändningen att han har politisk immunitet sedan han valts in i Folketinget.
- 17 januari - Lennart Bodström öppnar Stockholmskonferensen om förtroende- och säkerhetsskapande åtgärder och nedrustning i Europa. 35 utrikesministrar närvarar. Första sessionen varar till den 16 mars.[1]
- 20 januari - 42-årige Arne Treholt avslöjas som spion för Sovjetunionens räkning, och grips på Fornebuflygplatsen utanför Oslo.[1]
- 22 januari - Palme-Brandt-kommissionen uppmanar USA och Sovjetunionen att ta ett års paus i utplaceringen av nya kärnvapen.[1]
- 30 januari - USA:s president Ronald Reagan meddelar sitt beslut att ställa upp i omval vid presidentvalet i USA 1984.[1]

### Februari
- 1 februari
  - Västtysklands förbundskansler Helmut Kohl meddelar att försvarsminister Manfred Wörner skall stanna på sin post som försvarsminister. Han hade i december 1983 avskedat västtyske NATO-generalen Günter Kiessling som utpekats som säkerhetsrisk då han skulle ha setts på klubbar för homosexuella. Generalens ställning och ära återupprättas.[1]
  - Norge utvisar fem sovjetiska diplomater.[1]
  - Sveriges riksdag har allmänpolitisk debatt.[1]
- 6 februari
  - Mogens Glistrup utesluts ur Danmarks folketing, då majoriteten inte anser att han är värdig att vara ledamot.[1]
  - Sveriges statsminister Olof Palme inleder ett tre dagars officiellt besök i Mexiko, innan det bär av mot Nicaragua och Costa Rica.[1]
- 18 februari - Vatikanstaten och Italien ingår ett avtal om relationerna kyrka-stat. Romersk-katolska kyrkans lära upphör vara statsreligion i Italien, och skolbarnen får själva avgöra om de vill vara med på religionslektionen i skolan eller inte.[1]
- 21 februari
  - Sandinistledaren Daniel Ortega utlovar allmänna val i Nicaragua den 4 november 1984.[1]
  - Sveriges statsminister Olof Palme och Sveriges tidigare statsminister Thorbjörn Fälldin möts i en direktsänd TV-debatt.[1]
- 25 februari - Svenske politikern Bengt Westerberg går vid ett tal i Göteborg till angrepp mot Sveriges utbredda användande av personnummer, vilket han menar kränker den personliga integriteten, och enligt honom bara bör finns i folkbokförings-, skatte- och löneregister.[1]

### Mars
- Mars  - USA:s president Ronald Reagan skissar fram förslaget om rymdförsvar som kallas Stjärnornas krig.
- 4 mars - Drygt en halv miljon människor i Frankrike demonstrerar mot vänsterregeringens planer på att inordna romersk-katolska kyrkans privatskolor i franska statens skolsystem.[1]
- 12 mars
  - Kolgruvekonflikten i Storbritannien tar sin början, då 180 000 kolarbetare går ut i strejk i protest mot att stänga 20 gruvor under det närmaste året.[1]
  - Västtyske SPD-ledaren Hans-Jochen Vogel besöker Moskva.[1]
- 14 mars - Storbritanniens finansminister Nigel Lawson presenterar Storbritanniens statsbudget.[1]
- 16 mars - Förhandlingarna i Wien om konventionella stridsstyrkor, som pågått sedan 1973, återupptas.[1]
- 19 mars - Sveriges regering beslutar att dela ut medaljen Illis Quorum till de svenska politikerna Tage Erlander, Gunnar Sträng, Torsten Nilsson, Gunnar Hedlund och Jarl Hjalmarson.[1]
- 20 mars
  - Östtyske regeringschefen Willi Stophs brorsdotter Ingrid Berg och hennes familj anländer, efter att ha fått utresetillstånd, till Västtyskland. Den senaste månaden har cirka 6 000 personer kommit till uppsamlingslägret i Giessen efter att ha fått utresetillstånd.[1]
  - En libanesisk försoningskonferens i Lausanne avslutas efter nio dagar.[1]
  - Motsättningar om ekonomin präglar EG-toppmötet i Bryssel.[1]
- 21 mars - Sveriges riksdag har utrikespolitisk debatt, där Sveriges utrikesminister Lennart Bodström framhåller bred enighet kring grundlinjerna i den svenska neutralitetspolitiken, vilket han menar är en väsentlig tillgång för Sverige.[1]
- 25 mars - Storbritanniens kungapar inleder ett femdagarsbesök i Jordanien.[1]

### April
- 5 april - Lansana Conté utnämns till president i Guinea.[1]
- 7 april - Sveriges kungapar avslutar ett fem dagar långt statsbesök i Spanien.[1]
- 11 april - Konstantin Tjernenko utses till president i Sovjetunionen.[1]
- 20 april - Storbritanniens utrikesminister Geoffrey Howe meddelar från ett besök i Peking att Storbritannien skall lämna tillbaka Hongkong till Kina 1997 men att förhandlingarna borde fortsätta så att Hongkong får ha kvar ett stort mått av självbestämmande samt bevara sin livsstil. Detta sedan Kina vägrat förlänga avtalet som löper ut 1997.[1]
- 22 april - Storbritannien avbryter sina diplomatiska förbindelser med Libyen, sedan en person från Libyens ambassad fem dagar tidigare öppnat eld med k-pist mot demonstrerande exillibyer.[1]
- 26 april - USA:s president Ronald Reagan och hans hustru Nancy inleder ett sex dagar långt besök i Kina.[1]

### Maj
- 1 maj
  - Första maj i Polen präglas av sammanstötningar mellan polisen och anhängare till fackföreningen Solidaritet.[1]
  - Sveriges statsminister Olof Palme Första maj-talar inför 25 000 personer i Göteborg.[1]
- 2 maj - Botswanas president Quett Masire inleder ett officiellt besök i Sverige.[1]
- 8 maj
  - Turkiet återfår sin plats i Europarådets parlamentariska församling i Strasbourg.[1]
  - Efter nästan två månaders uppehåll inleder Stockholmskonferensen om förtroende- och säkerhetsskapande åtgärder och nedrustning i Europa sin andra session.[1]
- 10 maj - Spaniens kungapar inleder ett sex dagar långt statsbesök i Sovjetunionen.[1]
- 16-18 maj - Frankrikes president François Mitterrand besöker Sverige, och genomför därmed det första franska statsbesöket sedan president Raymond Poincaré kom på besök i juli 1914.[1]
- 20 maj - Argentinas tidigare president Isabel Perón återvänder till Buenos Aires efter exil i Spanien.[1]
- 22 maj - Sex stats- och regeringschefer vädjar till kärnvapenmakterna att stoppa all prover och alla utplacering av kärnvapen, samt utarbeta ett program för fullständig nedrustning. Ledarna är från Sverige, Indien, Mexiko, Tanzania, Argentina och Grekland.[1]
- 23 maj
  - EFTA:s premiär- och handelsministrar avslutar ett tre dagars möte i Visby.[1]
  - Sveriges riksdag debatterar de svenska statsrådens sätt att sköta sina arbetsuppgifter.[1]
- 31 maj - På Folknykterhetens dag i Sverige riktas kritik mot alkoholdrickandet i diverse TV-program. Folkpartiets Karl Erik Eriksson menar att 1980-talets största nykterhetsreform vore att alla föräldrar blev personliga föredömen för barnen, och avstod alkohol.[1]

### Juni
- 1 juni - Kristdemokraten José Napoleon Duarte tillträder som president i El Salvador.[1]
- 5 juni - Sveriges statsminister Olof Palme tar emot Tatiana Yankelvitch, styvdotter till sovjetiske fysikern Andrej Sacharov samt dotter till hans hustru Jelena Bonner, då hon beviljats utresetillstånd av hälsoskäl för att söka läkarvård i väst. Hennes styvfar har den 2 maj inlett en hungerstrejk i Gorkij, dit han förvisats.[1]
- 6 juni - Kinas president Zhao Ziyang inleder ett två dagar långt officiellt besök i Sverige.[1]
- 16 juni - I Uruguay häktas oppositionspolitikern Wilson Ferreira Alduante och hans son Juan Raul vid återkomsten från elva års exil.[1]
- 17 juni - Island firar 40 år som republik.[1]
- 20 juni - Frankrikes president François Mitterrand inleder ett tre dagars officiellt besök i Sovjetunionen, som avslutas med ett besök i Volgograd.[1]
- 21 juni - Ett tvådagarsmöte i Stockholm, med representanter för de fem utrikesministrarna från Nordens länder samt de sex Frontstaterna runt Sydafrika avslutas.[1]
- 24 juni - En miljon människor i Frankrike protesterar mot president François Mitterrands planer på att minska det statliga stödet till privatskolorna.[1]
- 27 juni
  - Västtysklands ambassad i Östberlin stängs på nytt för besökare.[1]
  - Västtysklands ekonomiminister Otto Graf Lambsdorff avgår efter mutanklagelser, som han återigen bedyrar sin oskuld inför.[1]
- 29 juni - Amerikanska presidentkandidaten Jesse Jackson återvänder från en veckolång resa till Centralamerika och Kuba. Med sig hem har han 48 fångar, som Kuba frigivit.[1]

### Juli
- 1 juli - Sveriges statsminister Olof Palme avslutar ett två dagars officiellt besök i Östtyskland.[1]
- 5 juli - FN:s generalsekreterare Javier Pérez de Cuéllar anländer till Stockholmskonferensen om förtroende- och säkerhetsskapande åtgärder och nedrustning i Europa.[1]
- 17 juli - Frankrikes premiärminister Pierre Mauroy avgår. Industriminister Laurent Fabius blir hans efterträdare.[1]
- 31 juli - Västtysklands ambassad i Östberlin öppnas på nytt, efter att ha varit stängd i drygt en månad.[1]

### Augusti
- 16 augusti - Norodom Sihanouk, ledare för Kampucheas exilregering, träffar Sveriges statsminister Olof Palme i Sverige.[1]

### September
- 1 september - Sveriges statsminister Olof Palme inleder ett tredagarsbesök i Tanzania.[1]
- 4 september - Minst 26 personer uppges ha dödats, och 300 skadats, vid de värsta raskravallerna i Sydafrika sedan 1976.[1]
- 7 september
  - Sverige protesterar mot Sovjetunionen sedan Sovjetunionen anklagas för att den 9 augusti 1984 med ett jaktflygplan ha kränkt Sveriges luftrum över Gotland, vilket framkommit den 24 augusti detta år.[1]
  - I Sverige enas Centerpartiet och KDS om valsamverkan inför riksdagsvalet i Sverige 1985.[1]
- 9 september
  - Romersk-katolska kyrkans påve Johannes Paulus II inleder ett 12-dagarsbesök i Kanada.[1]
  - Vid en SIFO-mätning i Sverige noteras borgerlig majoritet.[1]
- 13 september - Shimon Peres bildar en samlingsregering i Israel.[1]
- 16 september - N.T. Rama Rao tillträder som regeringschef i indiska delstaten Andhra Pradesh.[1]
- 25 september - Jordanien och Egypten återupptar diplomatiska förbindelser efter sex år.[1]
- 26 september - Sveriges statsminister Olof Palme inleder ett tredagarsbesök i Spanien.[1]
- 28 september - USA:s president Ronald Reagan tar emot Sovjetunionens utrikesminister Andrej Gromyko i Vita huset.[1]
- 30 september - I Egypten faller domarna mot de åtalade för mordet på president Anwar Sadat 1981. 17 av dem får livstids hårt straffarbete, och övriga 94 fängelsestraff på 3-7 år.[1]

### Oktober
- 1 oktober - Folkrepubliken Kina firar 35-årsjubileum.[1]
- 2 oktober
  - Konservativa Elisabeth Kopp blir Schweiz justitieminister, och första kvinnliga regeringsledamot.[1]
  - Sveriges riksdag inleder arbetsåret 1984/1985.[1]
- 3 oktober - Kung Hussein av Jordanien inleder ett Sverigebesök.[1]
- 4 oktober
  - Bengt Westerberg ersätter Ola Ullsten i Sveriges riksdag.[1]
  - Stora demonstrationer för avskaffandet av löntagarfonderna genomförs i Sverige.[1]
- 6 oktober - Östtyskland firar 35-årsjubileum.[1]
- 12 oktober
  - Tredje sessionen för Stockholmskonferensen om förtroende- och säkerhetsskapande åtgärder och nedrustning i Europa avslutas, utan några konkreta överenskommelser.[1]
  - Storbritanniens premiärminister Margaret Thatcher överlever ett attentat på Konservativa partiets kongress i Brighton.[1]
  - Sveriges kommunikationsminister Curt Boström avslutar ett tredagarsbesök i Moskva. Under besöket har han upprepat Sveriges protest mot gränskränkningen mot Sverige i augusti 1984, som Sovjetunionen anklagats för.[1]
- 17 oktober - Rumäniens president Nicolae Ceaușescu inleder ett tre dagars besök i Västtyskland.[1]
- 18 oktober - Greklands premiärminister Andreas Papandreou inleder ett två dagars besök i Sverige.[1]
- 25 oktober - Rainer Barzel avgår som talman för Västtysklands Västtysklands förbundsdag, beskylld för att ha tagit mutor av industrikoncernen Flick.[1]
- 31 oktober - Rajiv Gandhi utses till ny premiärminister i Indien bara några timmar efter att Indira Gandhi mördats.[1]

### November
- 2 november - Josef Stalins dotter Svetlana rapporteras ha återvänt till Sovjetunionen. Hon har uttryckt en "djup besvikelse" över livet i väst, men också längtat hem till barn och barnbarn.[1]
- 3 november - Indiens mördade premiärminister Indira Gandhi kremeras efter gammal hinduisk sed, varefter hennes aska sprids över Himalaya.[1]
- 5 november - En rättegång mot sex intellektuella, anklagade för att vid illegala möten ha förberett en kontrarevolution samt ha angripit avlidne presidenten Titos person och gärningar, inleds i Belgrad.[1]
- 6 november
  - Undantagstillstånd införs i Chile.[1]
  - Fjärde sessionen för Stockholmskonferensen om förtroende- och säkerhetsskapande åtgärder och nedrustning i Europa avslutas, utan några konkreta överenskommelser.[1]
- 7 november - Sovjetunionen firar 67-årsdagen av Oktoberrevolutionen, som präglas av försvarsminister Dimitrij Ustinovs frånvaro, vilket uppges bero på sjukdom.[1]
- 12 november - Danmarks statsminister Poul Schlüter inleder ett två dagars besök i Sverige.[1]
- 13 november - Sveriges FN-ambassadör Anders Ferm kritiserar Sovjetunionen för sin militära inblandning i Afghanistan.[1]
- 28 november - Sveriges kungapar inleder ett tre dagar långt statsbesök i Düsseldorf, i samband med 25-årsjubileet för Svenska Handelskammaren i Västtyskland.[1]
- 30 november - 84 politiska oppositionsmän återfår sina politiska rättigheter efter beslut av Sydkoreas president Chun Doo-hwan.[1]

### December
- 5 december - Kurt Furgler utses till president i Schweiz för kommande år.[1]
- 10 december - USA:s president Ronald Reagan kritiserar Sydafrikas apartheidpolitik.[1]
- 14 december
  - Fjärde sessionen för Stockholmskonferensen om förtroende- och säkerhetsskapande åtgärder och nedrustning i Europa avslutas.[1]
  - USA och Kuba sluter ett bilateralt avtal om repatriering av 2 700 kubaner, som inte anses önskvärda i USA.[1]
- 15 december - Sovjetiske politbyråmedlemmen Michail Gorbatjov inleder ett en veckas långt besök i Storbritannien.[1]
- 16 december - Polsk polis hindrar ett demonstrationståg i Gdansk som hålls till minne av 1970 års demonstrationer.[1]
- 18 december - Sveriges riksdag avslutar sin höstsession.[1]
- 19 december - Kina och Storbritannien skriver i Peking på avtalet, som innebär att Kina återfår Hongkong 1997, men att kapitalismen får finnas kvar i Hongkong i minst 50 år.[1]
- 22 december - Carmelo Mifsud Bonnici tillträder som Maltas nya premiärminister.[1]
- 26 december - Israels Knesset antar en ny lag, för att inskränka den parlamentariska immunitet för ledamoten Meir Kahan, som begett sig till Taibe och propagerat för utvandring bland araberna där.[1]
- 30 december - Tre ledande militärer avskedas i Bolivia, efter rykten om planerad militärkupp, av president Hernan Siles Zuazo.[1]

## Val och folkomröstningar
- 10 januari - Folketingsval i Danmark. Sittande regeringschef Poul Schlüter och Konservative Folkeparti vinner.[1]
- 26 februari - Både nationalister och socialister går framåt vid regionparlamentsvalet i Baskien.[1]
- 1 mars - 58-årige Labourpolitikern Tony Benn kommer via fyllnadsvalet i Chesterfield i februari 1984 tillbaka in i Storbritanniens parlament.[1]
- 4 mars – Val till Högsta Sovjet hålls i Sovjetunionen.[1]
- 25 mars - Presidentvalet i El Salvador, som måste göras om när ingen kandidat får majoritet.[1]
- 15 april - Vid parlamentsvalet i Iran är Islamiska republikanska partiet det enda betydande parti som deltar.[1]
- 6 maj - Kristdemokraten José Napoleon Duarte vinner presidentvalet i El Salvador.[1]
- 14 maj - Parlamentsvalet i Filippinerna präglas av en blodig valrörelse, där minst 200 personer får sätta livet till.[1]
- 23 maj - Richard von Weizsäcker väljs till Västtysklands president.[1]
- 17 juni
  - Europaparlamentsvalet präglas på många håll av att partier i regeringsposition, oavsett politik går tillbaka till fördel för oppositionen.[1]
  - Polen går till kommunalval. Fackföreningen Solidaritet uppmanar till bojkott.[1]
- 1 juli
  - Guatemala går till parlamentsval, som ett led i återgången till civilt styre efter 30 år och kupper och militärdiktatur.[1]
  - Liechtenstein säger med knapp marginal i en folkomröstning ja till att införa kvinnlig rösträtt, som man därmed blir sista land i Europa att genomföra.[1] (alla kantoner i Schweiz har dock inte kvinnlig rösträtt på delstatsnivå 1984)
- 23 juli - Val i Israel varefter en samlingsregering bildas. Shimon Peres blir premiärminister.[1]
- 1 augusti - Islands president Vigdís Finnbogadóttir påbörjar en ny mandatperiod, då presidentvalet ställs in sedan motkandidat saknas.[1]
- 28 augusti - Valet till Sydafrikas asiatiska kammare hålls.[1]
- 4 september - Kanadas konservativa parti besätter 211 av 282 platser i underhuset vid parlamentsvalet i Kanada.[1]
- 22 oktober - Finland går till kommunalval, där De gröna skördar framgångar.[1]
- 4 november - I Nicaragua väljs Daniel Ortega till president med 68 %.[1]
- 6 november - Presidentval i USA. Ronald Reagan vinner en andra mandatperiod med 59 %, mot demokraternas kandidat Walter Mondale.[1]
- 8 november – Lagtingsval på Färöarna.
- 25 november – Uruguay går till allmänna val för första gången på 11 år. Konservativa Coloradopartiet vinner.[1]
- 1 november – Australien går till parlamentsval. Australiens arbetarparti under Bob Hawke behåller makten.[1]
- 3 december – Nya nationella partiet får 59 % av rösterna vid parlamentsvalet i Grenada.[1]
- 22 december - General Mohammad Zia ul-Haq meddelas ha vunnit en folkomröstning i Pakistan om presidentens politik.[1]
- 29 december – Med bara några få valkretsar kvar att räkna har Kongresspartiet fått mer än två tredjedels majoritet vid allmänna valen i Indien.[1]

## Organisationshändelser
- 30 januari – Egypten återinträder i ICO, från vilken man sparkades ut efter fredsavtalet med Israel 1979.[1]
- 13 mars - Demokratiska partiet i USA har nomineringsval i nio delstater inför kommande presidentval.[1]
- 11 maj - Bilderberggruppen inleder ett tvådagarsmöte i Saltsjöbaden. Protester genomförs mot amerikanske tidigare utrikesministern Henry Kissingers medverkan.[1]
- 23 maj - Pehr G. Gyllenhammar meddelar att han inte står till förfogande för omval till Folkpartiets styrelse.[1]
- 27 maj - Miljöpartiet avslutar sin i Jakobsberg. Partiet väljer Per Gahrton till språkrör, samt beslutar att ställa upp i riksdagsvalet i Sverige 1985.[1]
- 5 juni - Demokratiska partiet i USA avslutar sina primärval inför kommande presidentval. Sammanlagt vinner vicepresident Walter Mondale över senator Gary Hart.[1]
- 8 juni - Sveriges riksdag avslutar 1983/1984 med debatt.[1]
- 9 juni - I London avslutas G7-mötet.[1]
- 13 juni - 27-årige Anna Lindh väljs till ordförande i Sveriges socialdemokratiska ungdomsförbund på kongressen i Stockholm.[1]
- 16 juni - John Turner väljs till ordförande för Kanadas liberala parti efter Pierre Trudeau.[1]
- 20 juni - Thorbjörn Fälldin väljs om som partiledare för Centerpartiet, som avslutar sitt riksting i Umeå.[1]
- 26 juni
  - EG-mötet i Fontainebleau enas om uppgörelse för organisationens budget. Framför allt diskuteras Storbritanniens bidrag till den.[1]
  - 66-årige Alessandro Natta utses till generalsekreterare för Italienska kommunistpartiet.[1]
- 5 juli - 94-årige Vjatjeslav Molotov tillåter återinträda i Sovjetunionens kommunistiska parti efter att ha räknats som "partifiende" i över 20 år.[1]
- 19 juli - Demokratiska partiet i USA utser Walter Mondale och Geraldine Ferraro till sina kandidater som amerikansk president respektive vicepresident, på partiets konvent i Moscone Center i San Francisco.[1]
- 15 augusti - Sveriges socialdemokratiska kvinnoförbund avslutar sin kongress i Folkets hus i Stockholm.[1]
- 23 augusti - Republikanska partiet i USA utser Ronald Reagan och George H.W. Bush till sina kandidater som amerikansk president respektive vicepresident, på partiets konvent i Moscone Center i San Francisco.[1]
- 18 september - Brunei inträder i FN, som inleder sin 39:e generalförsamling.[1]
- 19 september - Anker Jørgensen väljs om som partiledare för Socialdemokratiet, som har kongress i Köpenhamn, medan Knut Heinesen och Birte Weiss.[1]
- 21 september - Sveriges socialdemokratiska arbetareparti avslutar sin kongress i Folkets hus i Stockholm efter fem dagar. Olof Palme väljs om som ordförande.[1]
- November-december - De fem nordiska länderna enas om resolutionsförslag där FN:s säkerhetsråd uppmanar till effektiva och varaktiga sanktioner mot Sydafrika. Initiativet togs på ett nordiskt ministermöte i Oslo 1978.[1]
- 1 november - I Sverige avslutar Moderata samlingspartiet sin fyra dagar långa stämma i Stockholm.[1]
- 24 november - 28-åriga Beatrice Ask från Sveg väljs till ny ordförande i Moderata ungdomsförbundet, som i Stockholm har stämma och 50-årsjubileum.[1]
- 25 november - Folkpartiet avslutar sitt landsmöte i Stockholm, och kräver att ungdomslönerna sänks så att fler får komma ut på arbetsmarknaden.[1]
- 28 november - Yassir Arafat väljs om som PLO-ledare.[1]
- Okänt datum - Göran Johansson blir partisekreterare i Centerpartiet.

## Födda
- 2 februari – Jakop Dalunde, Grön ungdoms språkrör 2008–2011.
- 22 februari – Johanne Schmidt-Nielsen, talesperson för danska Enhedslisten 2009-2016.
- 6 mars – Eskil Pedersen, ledare för norska Arbeidernes Ungdomsfylking 2010–2014.
- 10 juli - Pernille Skipper, talesperson för danska Enhedslisten 2016-2021.
- 5 september – Frida Johansson Metso, ordförande i Liberala ungdomsförbundet 2006–2009.

## Avlidna
- 10 januari – Souvanna Phouma, 83, Laos premiärminister 1951-1975.[1]
- 31 januari – Waldemar Svensson ("Ljungskile"), ledamot av Sveriges riksdag för Folkpartiet 1941-1964, känd för sitt engagemang i jordbruksfrågor.[1]
- 9 februari – Jurij Andropov, Sovjetunionens kommunistpartiledare 1982–1984 och president 1982-1984.[1]
- 26 mars – Ahmed Sékou Touré, Guineas president 1958–1984.[1]
- 12 maj – Nancy Eriksson, 77, svensk socialdemokratisk politiker, ledamot av Sveriges riksdag 1973-1973, känd för sitt engagemang i handikappfrågor.[1]
- 22 maj – Karl-August Fagerholm, 83, finländsk politiker.[1]
- 11 juni – Enrico Berlinguer, 62, italiensk kommunistpartiledare.[1]
- 29 augusti
  - Mohammed Naguib, Egyptens förste president 1953–1954.[1]
  - Pierre Gemyael, 79, libanesiska falangistpartiets grundare.[1]
- 31 oktober – Indira Gandhi, Indiens premiärminister 1980–1984.[1]
- 20 november
  - Kristian Djurhuus, Färöarnas lagman 1945, 1950–1958 och 1968–1970.
  - Trygve Bratteli, Norges statsminister 1971–1972 och 1973–1976.[1]

### Fotnoter
1. 1 2 3 4 5 6 7 8 9 10 11 12 13 14 15 16 17 18 19 20 21 22 23 24 25 26 27 28 29 30 31 32 33 34 35 36 37 38 39 40 41 42 43 44 45 46 47 48 49 50 51 52 53 54 55 56 57 58 59 60 61 62 63 64 65 66 67 68 69 70 71 72 73 74 75 76 77 78 79 80 81 82 83 84 85 86 87 88 89 90 91 92 93 94 95 96 97 98 99 100 101 102 103 104 105 106 107 108 109 110 111 112 113 114 115 116 117 118 119 120 121 122 123 124 125 126 127 128 129 130 131 132 133 134 135 136 137 138 139 140 141 142 143 144 145 146 147 148 149 150 151 152 153 154 155 156 157 158 159 160 161 162 163 164 165 166 167 168 169 170 171 172   Horisont 1984. Bertmarks